# Alaktaga
Alaktaga (Allactaga) – rodzaj ssaków z podrodziny alaktag (Allactaginae) w obrębie  rodziny skoczkowatych (Dipodidae).

## Zasięg występowania
Rodzaj obejmuje gatunki występujące od wschodniej Europy (Ukraina) do Azji (Rosja, Kazachstan, Kirgistan, Turkmenistan, Tadżykistan, Uzbekistan i Chińska Republika Ludowa).

## Charakterystyka
Długość ciała (bez ogona) 145–230 mm, długość ogona 205–305 mm, długość ucha 48–62 mm, długość tylnej stopy 67–101 mm; masa ciała 122–415 g. Charakterystyczną cechą właściwą dla wszystkich skoczkowatych są bardzo długie tylne kończyny i ogon. Ogon może stanowić około 60% długości ich ciała (mierzonej z ogonem). Alaktagi poruszają się na silnie rozbudowanych tylnych kończynach, a przednie są zredukowane. Tylne łapy umożliwiają alaktagom wykonywanie bardzo długich skoków, nawet około 1 metra. Duże oczy ułatwiają lepsze funkcjonowanie w nocy. 
Alaktagi prowadzą nocny tryb życia.

## Systematyka
Rodzaj zdefiniował w 1837 roku francuski przyrodnik Frédéric Cuvier na łamach rocznika Proceedings of the Zoological Society of London. Na gatunek typowy Cuvier wyznaczył alaktagę dużą (A. major).

### Etymologia
- Cuniculus: łac. cuniculus „królik”[15].
- Allactaga (Alactaga): mongolska nazwa Alak-daagha dla alaktagi dużej, od alak „srokaty”; daagha „źrebię”[16].
- Beloprymnus: gr. βελος belos „strzała”; πρυμνα prumna „rufa”[17].
- Scirtetes i Scirteta: gr. σκιρτητης skirtētēs „skoczek”[18]. Gatunek typowy: Dipus sibericus major Kerr, 1792 (Scirteta).

### Podział systematyczny
Do rodzaju należą następujące występujące współcześnie gatunki:
- Allactaga major (Kerr, 1792) – alaktaga duża
- Allactaga severtzovi Vinogradov, 1925 – alaktaga pustynna

Opisano również gatunki wymarłe:
- Allactaga gromovi Terzea, 1974[20] (Rumunia; czwartorzęd)
- Allactaga nogaiskiensis Topachevski, 1965[21] (Ukraina; miocen)
- Allactaga orghidani Rădulescu & Samson, 1976[22] (Rumunia; plejstocen)
- Allactaga praejaculus Topachevski, 1965[21] (Ukraina; miocen)
- Allactaga ucrainica Gromov & Shevtshenko, 1961[23] (Ukraina; miocen)